# Cyanoramphus forbesi
El perico de las Chatham (Cyanoramphus forbesi) es una especie de ave psitaciforme de la familia Psittaculidae endémica de las islas Chatham.

## Descripción
Mide alrededor de 23 cm de longitud, incluida su larga cola. Su plumaje es principalmente amarillo, más amarillento en las partes inferiores, a excepción de su frente que es roja y la parte frontal del píleo que es amarillo y sus plumas de vuelo azul celeste. Además presenta dos pequeñas manchas rojas en los laterales del obispillo. Su pico es robusto, gris claro con la punta negra.

## Distribución y hábitat
El hábitat natural del perico de los bosques densos de las islas Chatham, aunque se ha extinguido en la isla isla Pitt. Debido al exceso de caza, la introducción de gatos domésticos y la destrucción de su hábitat se redujo la población de estos pericos quedó reducida a menos de 100 individuos en la isla Pequeña Mangere en 1938, tras la reforestación de la isla Mangere se recuperó a varios cientos. Pero la reproducción de la especie sigue restringida a las dos pequeñas islas Mangere.

## Comportamiento
El perico de las Chatham se alimenta principalmente de invertebrados, aunque también comen flores, semillas y hojas.